# Шпатель Дригальского
Шпатель Дригальского — инструмент для распределения культуры клеток по поверхности, состоящий из цилиндрического стержня или проволоки, как правило металлических или стеклянных, загнутых на конце в форме треугольника.
Назван в честь немецкого бактериолога Вильгельма фон Дригальского (1871—1950).